# Vår tid är nu (säsong 2)
Den andra säsongen av Vår tid är nu, en svensk TV-serie skapad av Johan Rosenlind, Ulf Kvensler och Malin Nevander, hade premiär 1 oktober 2018 på SVT. 

## Rollista

### Huvudroller
- Hedda Stiernstedt – Nina Löwander
- Charlie Gustafsson – Calle Svensson
- Mattias Nordkvist – Gustaf Löwander
- Adam Lundgren – Peter Löwander
- Suzanne Reuter – Helga Löwander
- Josefin Neldén – Margareta "Maggan" Nilsson

### Återkommande roller
- Peter Dalle – Stig "Stickan" Backe
- Hedda Rehnberg – Suzanne Goldstein
- Anna Bjelkerud – Ethel Jonsson
- Göran Ragnerstam – Kurt Ragnarsson
- Rasmus Troedsson – "Bellan" Roos
- Malin Persson – Sonja Persson
- Ida Engvoll – Ester Swärd
- Hannes Fohlin – Erik Rehnsköld
- Philip Kuub Olsen – Arvid Löwander
- Jill Ung – Fru Andersson
- Michael Petersson – Tage Erlander
- Simone Coppo – Angelo
- Tova Magnusson – Britt Gahn
- Andreas Rothlin Svensson – Svante Gahn

### Gästroller
- Ingela Olsson – Bojan
- Sofie Gråbøl – Henriette Winter
- Anders Wängdahl – Hjalmar Mehr

## Avsnitt
| Nr i serien | Nr i säsongen | Titel                    | Regissör                         | Manus                                          | Sändningsdatum   | Tittarsiffror (miljoner) |
| ----------- | ------------- | ------------------------ | -------------------------------- | ---------------------------------------------- | ---------------- | ------------------------ |
| 11          | 1             | "Julklappen"             | Anna Zackrisson                  | Ulf Kvensler                                   | 1 oktober 2018   | 1,609                    |
| 12          | 2             | "Rock'n'roll"            | Anna Zackrisson                  | Johan Rosenlind & Ulf Kvensler                 | 8 oktober 2018   | –                        |
| 13          | 3             | "Gamla familjer och nya" | Anna Zackrisson                  | Johan Rosenlind, Malin Nevander & Ulf Kvensler | 15 oktober 2018  | –                        |
| 14          | 4             | "Surprise de Nina"       | Anna Zackrisson                  | Johan Rosenlind, Malin Nevander & Ulf Kvensler | 22 oktober 2018  | –                        |
| 15          | 5             | "Boken"                  | Harald Hamrell & Andrea Östlund  | Ulf Kvensler                                   | 29 oktober 2018  | –                        |
| 16          | 6             | "Bella Italia"           | Harald Hamrell & Andrea Östlund  | Ulf Kvensler                                   | 5 november 2018  | –                        |
| 17          | 7             | "Tiotusenkronorsfrågan"  | Harald Hamrell & Andrea Östlund  | Ulf Kvensler & Johan Rosenlind                 | 12 november 2018 | –                        |
| 18          | 8             | "Predikan"               | Harald Hamrell & Anna Zackrisson | Malin Nevander                                 | 19 november 2018 | –                        |
| 19          | 9             | "Egen majoritet"         | Harald Hamrell & Anna Zackrisson | Ulf Kvensler & Malin Nevander                  | 26 november 2018 | –                        |
| 20          | 10            | "Begravningen"           | Harald Hamrell & Anna Zackrisson | Ulf Kvensler & Johan Rosenlind                 | 3 december 2018  | –                        |